# 보협
보협(步協, ? - ?)은 중국 삼국 시대 동오의 장군으로, 승상 보즐의 장남이다.

## 행적
적오 11년(249년), 아버지가 죽자 그 뒤를 잇고 보즐의 영지를 거느렸으며, 무군장군이 더해졌다.
적오 12년(250년), 위나라의 정남장군 왕창의 별동대로 형주자사 · 양렬장군 왕기의 공격을 받아 이릉 성문을 걸어잠그고 농성했다. 왕기는 보협을 공격하는 형세를 보이면서 신성태수 주태와 함께 군사를 나누어 오나라 군사를 크게 물리치고 곡식과 사람을 많이 빼앗았다.
영안 7년(264년) 2월, 진군장군 육항(陸抗), 정서장군 유평(留平), 건평태수 성만(盛曼)과 함께 촉으로 침입하여 옛 촉한의 파동태수 나헌(羅憲)이 지키는 영안성을 포위했다. 촉서 곽준전에 배송지가 인용한 《양양기》에 따르면, 동오는 등애(鄧艾)와 종회(鐘會)가 모두 죽고 촉에 주인이 없어 어수선한 틈을 타 촉을 취하려고 했으나, 나헌이 동오를 거부하여 들어가지 못하자 보협이 대군을 이끌고 영안성을 쳤다가 출격한 나헌과 싸워 크게 졌다.
죽은 후, 아들 보기(步璣)가 뒤를 이었다. 서릉의 군무는 아우 보천(步闡)이 이어서 맡았다.

## 친족 관계
- 아버지 : 보즐
  - 본인 : 보협(步協)
    - 아들 : 보기(步璣)
    - 아들 : 보선(步璿)

  - 동생 : 보천
- 친척 : 보연사 - 보즐의 일가친척이자 손권의 후궁으로, 사후 황후로 추존되었다.